# 알바자라
알바자라(Albagiara, 사르데냐어: Ollasta)는 이탈리아 사르데냐 주 오리스타노도에 있는 코무네이다. 칼리아리에서 북서쪽으로 약 70 킬로미터 (43 mi), 오리스타노에서 남동쪽으로 약 30 킬로미터 (19 mi) 떨어져 있다.
알바자라는 다음 코무네와 접해 있다: 알레스, 아솔로, 제노니, 곤노스노, 모고렐라, 우셀루스, 빌라 산탄토니오. 경제는 농업과 목공예를 기반으로 한다.